# Serra do Segredo

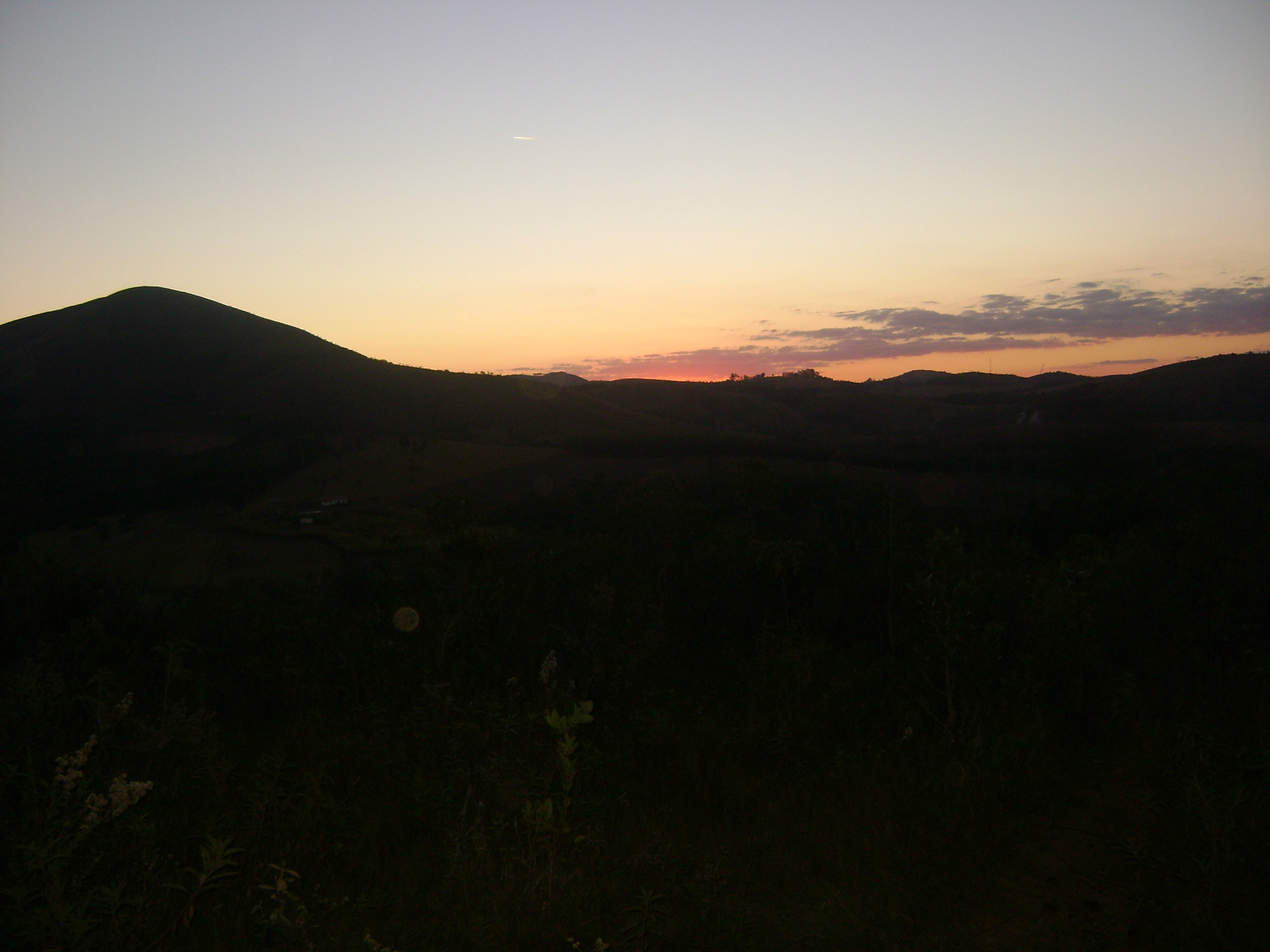
Serra da Segredo, Passa Tempo, Minas Gerais

A serra do Segredo é uma elevação montanhosa localizada no município de Passa Tempo, Minas Gerais,no Brasil,  próxima ao distrito de Jacarandiraa, este localizado em Resende Costa, Minas Gerais. Possui 1.282 metros de altitude. O local é usado como rampa de decolagens para voos de asa-delta.